# 蘇亞雷斯島
蘇亞雷斯島是南美洲的島嶼，位於馬莫雷河，長3.3公里、寬1.1公里，面積2.58平方公里，巴西和玻利維亞均宣稱擁有該島主權，島上無人居住。
10°47′42″S 65°21′35″W / 10.79500°S 65.35972°W